# Little Creatures
Albums de Talking Heads
Stop Making Sense
(1984) True Stories
(1986)
Singles
1. The Lady Don't Mind
Sortie : 1985
2. Road to Nowhere
Sortie : 1985
3. And She Was
Sortie : 1985

Little Creatures est le sixième album studio de Talking Heads, sorti le 10 juin 1985.
L'album s'est classé 20e au Billboard 200 et a été certifié double disque de platine par la Recording Industry Association of America (RIAA) le 4 août 1994.
La pochette de l'album a été dessinée par l'artiste Howard Finster (en)

## Liste des titres
| No | Titre                | Auteur                                                   | Durée |
| -- | -------------------- | -------------------------------------------------------- | ----- |
| 1. | And She Was          | David Byrne                                              | 3:36  |
| 2. | Give Me Back My Name | David Byrne, Chris Frantz, Jerry Harrison, Tina Weymouth | 3:20  |
| 3. | Creatures of Love    | David Byrne                                              | 4:12  |
| 4. | The Lady Don't Mind  | David Byrne, Chris Frantz, Jerry Harrison, Tina Weymouth | 4:03  |
| 5. | Perfect World        | David Byrne, Chris Frantz                                | 4:26  |
| 6. | Stay Up Late         | David Byrne                                              | 3:51  |
| 7. | Walk It Down         | David Byrne                                              | 4:42  |
| 8. | Television Man       | David Byrne                                              | 6:10  |
| 9. | Road to Nowhere      | David Byrne                                              | 4:19  |

| 10. | Road To Nowhere (Early Version) | David Byrne | 4:51 |
| 11. | And She Was (Early Version)     | David Byrne | 3:56 |
| 12. | Television Man (Extended Mix)   | David Byrne | 8:02 |

## Personnel

### Musiciens
- David Byrne : voix, guitare
- Jerry Harrison : claviers, guitare, chœurs
- Tina Weymouth : basse, chœurs
- Chris Frantz : batterie

### Musiciens additionnels
- Ellen Bernfeld : chœurs sur Perfect World et Walk It Down
- Andrew Cader : planche à laver sur Road to Nowhere
- Erin Dickens : chœurs sur Television Man et Road to Nowhere
- Diva Gray : chœurs sur Road to Nowhere
- Gordon Grody : chœurs
- Lani Groves : chœurs
- Jimmy Macdonell : accordéon sur Road to Nowhere
- Lenny Pickett : saxophones
- Steve Scales : percussions
- Naná Vasconcelos : percussions sur Perfect World
- Eric Weissberg : dobro sur Creatures of Love et Walk It Down
- Kurt Yahijian : chœurs

## Charts et Certifications
| Pays             | Durée du classement | Meilleur classement |
| ---------------- | ------------------- | ------------------- |
| Allemagne        | 38 semaines         | 9e                  |
| Autriche         | 24 semaines         | 4e                  |
| Canada           | 28 semaines         | 18e                 |
| États-Unis       | 77 semaines         | 20e                 |
| Norvège          | 2 semaines          | 16e                 |
| Nouvelle-Zélande | 70 semaines         | 1er                 |
| Pays-Bas         | 38 semaines         | 4e                  |
| Royaume-Uni      | 65 semaines         | 10e                 |
| Suède            | 7 semaines          | 10e                 |
| Suisse           | 18 semaines         | 12e                 |

| Pays        | Certification | Ventes      | Date       |
| ----------- | ------------- | ----------- | ---------- |
| États-Unis  | 2 x Platine   | 2 000 000 + | 04/08/1994 |
| Royaume-Uni | Or            | 100 000 +   | 26/11/1985 |